# Гаудеамус

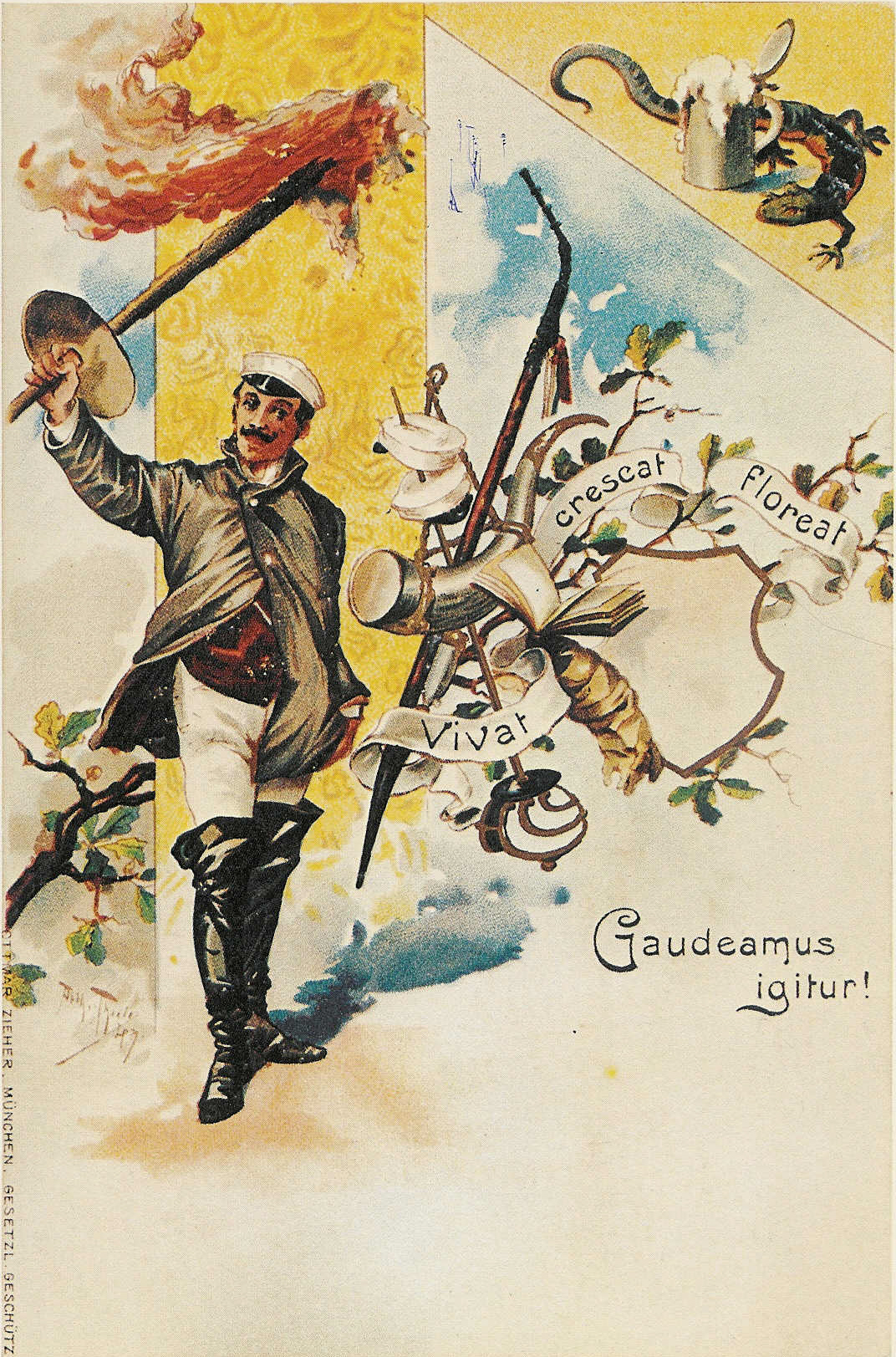
Почтовая открытка с символами традиционной студенческой жизни в Германии. 1898

«Гаудеа́мус» или «Гаудеа́мус и́гитур» (лат. gaudeamus igitur — «итак, возрадуемся; будем веселиться») — студенческая песня (гимн) на латинском языке. Называется по первому слову или строке. Парафразирует латинский афоризм Vita brevis ars longa, поэтому известна также как «De brevitate vitae» («О скоротечности жизни»). Иногда причисляется к числу лучших произведений странствующих студентов.

## История
Песня появилась в XIII или XIV веке либо в Гейдельбергском, либо в Парижском университете (поэт Себастьян Брант упоминает гимн 1267 года под названием «Gaudeamus igitur»).
«Гаудеамус» восходит к жанру застольных песен вагантов — средневековых бродячих поэтов и певцов, среди которых были и студенты.

В течение веков песня передавалась из уст в уста и поэтому насчитывает множество вариантов. Текст «Гаудеамуса» впервые был опубликован в 1776 году, а в 1781 странствующий писатель Христиан Вильгельм Киндлебен придал ему форму, сохранившуюся до настоящего времени. По свидетельству Киндлебена, текст песни пришлось подвергнуть значительным изменениям — в том числе цензурного характера: 
Я вынужден был переделать эту старую студенческую песню, потому что стихотворная форма в ней, как и в большинстве песен этого рода, была плоха. …Многие строчки совсем выпущены: они по законам академии не могли быть петы публично.
Ноты песни впервые были опубликованы в сборнике «Lieder für Freunde der Geselligen Freude» (Leipzig, 1788). Эта версия «Гаудеамуса» сохраняет популярность и в наши дни, но не является единственной: существует ещё один, более ранний вариант песни, который датируется 1717 годом и, в отличие от предыдущего, выдержан в минорном ладу.
Является официальным гимном Международной федерации студенческого спорта.

## Текст и перевод
Ниже приводится один из вариантов латинского текста песни и вольный перевод. Первые две и последняя строки каждого куплета исполняются дважды. Таким образом, строки каждого куплета исполняются в следующем порядке: I, II, I, II, III, IV, V, V. В российских вузах гимн традиционно исполняется в сокращённом варианте — только первый и четвёртый (иногда также и шестой) куплеты.
Существует около 40 высокохудожественных переводов «Гаудеамуса» на русский язык. Наиболее известные: подстрочник С. И. Соболевского (филолога, переводчика с классических языков древности, 1864—1963), Н. В. Бугаева (математика, профессора Московского университета), А.И. Машистова (поэта-песенника). Ни один из переводов не является общепринятым. В 1969 г. «Комсомольская правда» объявила всесоюзный конкурс на лучший перевод «Гаудеамуса». В редакцию газеты пришло больше 200 писем. Победителем конкурса стала известная советская поэтесса Новелла Матвеева.
|   | Латинский текст                                                                                             | Перевод |
| - | --- | --- |
| 1 | Gaudeamus igitur, Juvenes dum sumus! Post jucundam juventutem, Post molestam senectutem Nos habebit humus!  | Итак, будем веселиться, пока мы молоды! После приятной юности, после тягостной старости нас возьмёт земля.                                           |
| 2 | Ubi sunt, qui ante nos In mundo fuere? Transeas ad superos, Transeas ad inferos, Hos si vis videre!         | Где те, которые раньше нас жили в мире? Пойдите на небо, перейдите в ад, если хотите их увидеть.                                                     |
| 3 | Vita nostra brevis est, Brevi finietur. Venit mors velociter, Rapit nos atrociter, Nemini parcetur!         | Жизнь наша коротка, скоро она кончится. Смерть приходит быстро, уносит нас безжалостно, никому пощады не будет.                                      |
| 4 | Vivat Academia! Vivant professores! Vivat membrum quodlibet! Vivant membra quaelibet! Semper sint in flore! | Да здравствует университет, да здравствуют профессора! Да здравствует каждый член сообщества, да здравствуют все его члены, да вечно они процветают! |
| 5 | Vivant omnes virgines Graciles, formosae! Vivant et mulieres Tenerae, amabiles, Bonae, laboriosae!          | Да здравствуют все девушки, изящные и красивые! Да здравствуют и женщины, нежные, достойные любви, добрые, трудолюбивые!                             |
| 6 | Vivat et res publica Et qui illam regunt! Vivat nostra civitas, Maecenatum caritas, Qui nos hic protegunt!  | Да здравствует и государство, и те, кто им правят! Да здравствует наш город, милость меценатов, которая нам здесь покровительствует.                 |
| 7 | Pereat tristitia, Pereant dolores! Pereat Diabolus, Quivis antiburschius Atque irrisores!                   | Да исчезнет печаль, Да исчезнут скорби наши, Да исчезнет дьявол, Все враги студентов И смеющиеся над ними!                                           |

Комментарии к тексту
1. ↑  В этой и следующей строчках слово transeas может заменяться на vadite или vadeas с тем же значением.
2. ↑  Вариант: Ubi jam fuere! — «где они уже были».
3. ↑  Возможен вариант faciles — «ласковые».
4. ↑  Глагол во второй и пятой строчках может быть употреблён в единственном числе — соответственно regit и protegit. Тогда местоимение qui в пятой строчке поменяется соответственно на таковое в единственном числе, то есть quae.
5. ↑  Вариант: osores — «ненавистники».

## Версии университетского гимна
| Олимпийские игры        | Город         | Язык        | Примечания |
| ----------------------- | ------------- | ----------- | ---------- |
| Летняя Универсиада 1959 | Турин, Италия | Итальянский |            |

## Факты
- П. И. Чайковский в 1874 году переложил «Гаудеамус» для 4-голосного мужского хора с фортепиано, и в том же году хоровая партитура была издана под псевдонимом Б. Л. (так Чайковский подписывал свои музыкальные фельетоны).
- «Гаудеамус» всегда звучит во время церемонии награждения на Универсиадах вместо гимна победившей страны.
- В фильме «Республика ШКИД» Викниксор исполнял «Гаудеамус» перед воспитанниками школы им. Достоевского.
- Вольный перевод «Гаудеамуса» исполняют учащиеся некоторых российских учебных заведений во время церемонии посвящения в гимназисты[7][8].

## Аранжировки
- 23 января 2018 года участники группы «Рок-Синдром» выпустили свою инструментальную версию «Gaudeamus» в рок-аранжировке. Композиция вошла в одноимённый сингл группы[9].